# هبة رؤوف عزت
د. هبة رؤوف عزت مفكرة مصرية وناشطة سياسية ومحاضر زائر بالجامعة الأمريكية في القاهرة وكاتبة صحفية وأستاذ العلوم السياسية - كلية الاقتصاد والعلوم السياسية - جامعة القاهرة. ولدت في 25 من يوليو عام 1965 بمصر. اشتهرت بدروسها مع الشباب والشابات تحت مسمي درس وحوار الثلاثاء للدكتورة هبة رؤوف عزت فقد بدأ يوم 25 / 6 / 2013 بتدارس كتاب «مقدمة ابن خلدون» واستمر الدرس والحوار طيلة 7 أشهر تخلله حلقات مصغرة تدارس ومناقشة الكتاب وموضوعات العمران المختلفة كما تناولها ابن خلدون..ثم أُبلغت الدكتورة من قبل إدارة المسجد بأنه قد وردت لها تعليمات بوقف الدرس يوم السبت الموافق 15 / 2 /2014 وتقرر استمرار الحوار على مجموعة الدرس على الفيسبوك كل ثلاثاء لحين ترتيب المسار

## التعليم
حصلت علي بكالوريوس العلوم السياسية بتقدير ممتاز مع مرتبة الشرف من جامعة القاهرة في مايو 1987م
ثم ماجستير العلوم السياسية بتقدير امتياز مع مرتبة الشرف بعنوان «المرأة والعمل السياسي: رؤية إسلامية» من جامعة القاهرة في ديسمبر 1992م. كما حصلت على درجة دكتوراة الفلسفة في العلوم السياسية مع مرتبة الشرف الأولى في موضوع: «المواطنة دراسة تطور المفهوم في الفكر الليبرالي» من كلية الاقتصاد والعلوم السياسية جامعة القاهرة في 31 مايو 2007 مع توصية بطباعة الرسالة على نفقة الجامعة ومبادلتها مع الجامعات العربية.

## الخبرات السابقة
- باحث/ بالمعهد العالمي للفكر الإسلامي بواشنطن (فرع القاهرة) في مشروعات:
  - العلاقات الدولية في الإسلام 1988م - 1995
  - التحيز: رؤية معرفية ودعوة للاجتهاد 1992م - 1993م
  - مجموعة تحليل المفاهيم 1992م - 1993م
- مستشار تقرير أوضاع المرأة العربية، الصادر عن الأمم المتحدة UNIFEM 2004.
- مؤلف مشارك ومستشار تقرير التنمية الإنسانية العربي 2006 حول المرأة الصادر عن الصندوق الإنمائي للأمم المتحدة.
- مستشار التقرير العربي للتنمية الإنسانية/ العاشر برنامج الأمم المتحدة الإنمائي يصدر 2012.
- باحثة مشاركة في العديد من المؤتمرات الدولية والكتب المتخصصة والمجلات والدوريات بالعربية والإنجليزية.
- دعيت لإلقاء محاضرات في مجال النظرية السياسية في جامعات عديدة منها جامعة أوكسفورد، جامعة جورجتاون، جامعة كاليفورنيا / بيركلي، جامعة ييل، جامعة كوبنهاغن، جامعة لندن، جامعة مكجيل بكندا، جامعة جورجتاون، جامعة هلسنكي، جامعة سيراكيوز، جامعة بيستبرج، جامعة هارفارد، وكذا مجلس الشئون الخارجية بواشنطن، وأسقفية كانتربري بالمملكة المتحدة، ومؤسسة الحوار المتوسطي بنابولي-إيطاليا، ونادي مدريد بأسبانيا، وقصر الرئاسة الألماني، وبرنامج الباحث الزائر بوزارة الخارجية الفرنسية، ومجلس الكنائس العالمي، وغيرها من المنتديات الدولية.

## الخلفية المهنية
- معيد ثم مدرس علوم سياسية - جامعة القاهرة (1987م - حتى الآن)
- باحث زائر بمركز دراسات الديمقراطية بجامعة وستمنستر - لندن - سبتمبر 1995م إلى سبتمبر 1996م.
- باحث حر بمركز أوكسفورد للدراسات الإسلامية يناير 1998م إلى أغسطس 1998م.
- عضو مؤسس بموقع إسلام أونلاين 1999 وعملت مستشارا وكاتبا 1999-2003
- محاضر زائر للنظرية السياسية بالجامعة الأمريكية منذ 2006 للآن
- باحث زائر بمركز دراسات الشرق الأوسط جامعة كاليفورنيا /بيركلي يناير-فبراير 2010
- تم دعوتها لتكون باحثاً زائراً حراً بمركز الحوار الإسلامي المسيحي بجامعة جورجتاون – واشنطن لعام 2012
- تم اختيارها من مركز أوكسفورد للدراسات الإسلامية لتكون باحثاً زائراً – بريطانيا، صيف 2012

### أخرى
- منسق العلاقات الخارجية ومنسق برنامج المجتمع المدني ومنسق مشروع: المجتمع المدني العالمي (بالتعاون مع جامعة لندن)- مركز البحوث السياسية بكلية الاقتصاد والعلوم السياسية/ جامعة القاهرة (2002-2010)
- منسق الشرق الأوسط وشمال أفريقيا بالمشروع البحثي الدولي: بناء الديمقرطية العالمية (2009-2013)- كمشروع بحثي بين عشرة جامعات دولية من خمس قارات.
- عضو مؤسس وعضو مجلس الأمناء، مؤسسة الإسكندرية: مؤسسة تعني بتطوير التعليم الجامعي-مسجلة كمؤسسة غير هادفة للربح- لندن/ المملكة التحدة.
- عضو لجنة العلوم السياسية بالمجلس الأعلى للثقافة 2012-2013.
- رئيس مجلس أمناء مؤسسة التوافق الجمهوري – تأسست 2012.
- نائب مدير مركز الدراسات الإنسانية والبينية بجامعة القاهرة.

## الإنتاج العلمي
- باحث/ بالمعهد العالمي للفكر الإسلامي بواشنطن (فرع القاهرة) في مشروعات:
  - العلاقات الدولية في الإسلام (1988م - 1995)
  - التحيز: رؤية معرفية ودعوة للاجتهاد 1992م - 1993م)
  - مجموعة تحليل المفاهيم 1992م - 1993م.
- باحث مشارك بموسوعة العلوم السياسية/ جامعة الكويت (الصادرة 1995) بخمسة مداخل حول الفكر الإسلامي.
- باحث مشارك في العديد من الكتب المتخصصة والمجلات والدوريات بالعربية والإنجليزية.
- مؤلفة، المرأة والعمل السياسي: رؤية اسلامية، القاهرة: المعهد العالمي للفكر الإسلامى،1995.
- مؤلفة، المرأة والدين والأخلاق، دمشق: دار الفكر/سلسلة حواريات لقرن جديد (المحاور الآخر المخالف في الحوار كان د.نوال السعداوي)،2000
- مؤلفة عدة كتب تحت الطبع عن الأمة والنهضة وعالم الأفكار؛ والمفاهيم والنظرية السياسية بالتصور الإسلامي والفقه الاستراتيجي
- محررة، العولمة: نحو رؤى مغايرة (د/حسن حنفي وآخرون)، القاهرة: قسم العلوم السياسية بجامعة القاهرة، 2002
- محررة، إسرائيل من الداخل: بحوث المؤتمر السنوي لمركز البحزث السياسية بجامعة القاهرة 2002 (جزئين)
- محررة مشاركة، المواطَنَة المصرية: بحوث المؤتمر السنوي لمركز البحوث السياسية بجامعة القاهرة 2003(جزئين)
- باحث مشارك، دورية المجتمع المدني العالمي (كتاب سنوي يصدر من جامعة لندن) شاركت بفصل في الكتاب للاعوام 2004 و2005 و2009
- مترجمة مشاركة، ومراجعة، وكاتبة مقدمة كتاب أصول التطرف: دراسة في الخريطة الاجتماعية للتيارات البروتستانتية—المتطرفة، المشروع القومي للترجمة بالمجلس الأعلى للثقافة، القاهرة: مكتبة الشروق الدولية (إصدار يناير 2006)
- مشارك بمقالات ودراسات في العديد من الكتب العلمية المحررة والدوريات باللغة الإنجليزية منذ 1999 أحدثها: باحث مشارك في كتاب عن صيغ متنوعة للحداثة، يصدر عن ندوة عقدت بالقصر الرئاسي لرئيس جمهورية ألمانيا 2010
- باحث مشارك في كتاب عن الديمقراطية من القاعدة للقمة، دار نشر ساج بلندن، 2012

## د. هبة وعلاقتها بالإخوان المسلمون
تمتلك رؤوف، آراء سياسية أثارت الجدل، فبعد الثورة وكونها المحاضرة والرمز المقرب من شباب جماعة الاخوان المسلمين، توترت علاقاتها بالجماعة عقب انتقادها التصريحات التي تصدر عن بعض أعضاء جماعة الإخوان المسلمين، وتعليقها عليها عبر حسابها الشخصي على موقع «تويتر»:«ليست مشكلتي مع جماعة الإخوان أنها تسيطر على أعضاءها، بل أنها في الحقيقة لا تسيطر بدرجة كافية، خاصة ألسنتهم.. وانتفاضات للبعض في غير موضعها محزن».
ثم عادت دكتورة هبة لانتقاد الجماعة في 2012 لإحاطة من أسمتهم "رجال الشاطر" بالرئيس مرسي، حيث كتبت عبر حسابها على «تويتر» قائلة: "الحملة غير الدولة.. وهم من رجال الشاطر.. آن أوان اختيار فريق له خبرة إدارية وسياسية.. نحن نحتاج كلاما واضحا عن علاقة الجماعة والحزب بالرئاسة.. بالتأكيد سيكون هناك حضور للحزب الذي جاء منه الرئيس لكن معرفة المعايير بشفافية حق لمن انتخبه. كانت هبة في تلك الأثناء جزءا من جبهة وطنية استشارية هدفها حماية أهداف الثورة. وبعد فوز محمد مرسي بالرئاسة تم تشكيل لجنة فنية استشارية من عشرة أشخاص لمراجعة مسودة الدستور بالتشاور مع الجمعية التأسيسية، وكانت هبة من بين الأسماء العشرة...لكن مشورة أعضاء اللجنة لم تؤخذ بعين الاعتبار فانسحبت هبة من اللجنة مع سبعة آخرين لم يروا معنى للاستمرار في هذا المشهد الهزلي.
وترتب على هذه التدوينة ردود أفعال عنيفة من قبل شباب الإخوان ضدها، ما دفعها لانتقاد حدة ردود الفعل، نافية أن يكون الهدف من نقدها الذم والتخوين والطعن في الشاطر كما هاجمها منتقدوها- حسب قولها، رافضة خروج البعض عن حدود الرد اللائق، ورفض للنقد الذي وجهته، فضلا عن تناثر الأقاويل بأنها من أنصار الدكتور عبدالمنعم أبو الفتوح.
وردت رؤوف على هذا النقد بالتنبيه إلى أنها لم تكن في حملة أبو الفتوح ولا ضمن فريق مستشاريه، مؤكدة أن ردود الفعل تلك «تعبر عن مشكلة حقيقية» بعدما تم توجيه الاتهام لها في عشرات التعليقات عبر حسابها على «فيسبوك» و«تويتر» بأنها «فلول وموالية للعسكر»، لانتقادها «رجال الشاطر.»
و بينما الجدل ثائر، سلمت رؤوف، للمهندس خيرت الشاطر، يدا بيد نصًا مكتوبًا حول خطورة سيطرة منطق رجال الأعمال على مشهد السياسية، محذرة من تكرار ما وقع فيه نظام مبارك.
وشددّت على أن هناك احتياجا لبناء مؤسسة رئاسة وأن الفريق المحيط بمرسي خبرته التنظيمية ومهارته في إدارة الحملة انتخابية التي فاز فيها مرسي بفارق بسيط بفضل أصوات الرافضين لشفيق، ليس مؤهلا لإدارة في قصر رئاسة، ووجودهم كأهل ثقة في الأسابيع الأولى كان ضروريا وقتها، وأنه حان الوقت لتغييره بفريق متخصص من خيرة القيادات الشابة المخلصة تقديما لأهل الكفاءة، خاصة أن خبرة هذا الفريق كانت لسنوات طويلة في ظل تنظيم سري- حسب وصفها.
ولم يكن الجدل حول احاطة رجال الشاطر بالرئيس المصري محمد مرسي، الأول بين رؤوف والإخوان، ففي عام 2008 قبل الثورة، اهتم الاعلام المصري بدعوة الدكتورة هبة رؤوف، لجماعة الإخوان المسلمين للانسحاب من البرلمان، وتشكيل حكومة موازية، ودعوتها مرشد الجماعة للتنحي، وإفساح مجال أكبر للمرأة والشباب، ورغم أنها استمرت خمسة عشر عاما حتى حصلت على درجة الدكتوراه فقد علق البعض يومها بأنه ميلاد مفكرة مصرية وعربية ومسلمة .
هبة رؤوف عضو الجبهة الوطنية لاستكمال الثورة، وتم دعوتها لتقوم بدور استشاري للجمعية التأسيسية للدستور، حيث حضرت مع آخرين، اجتماعات استشارية مع المستشار حسام الغرياني، رئيس الجمعية التأسيسية، بعد تخصيص غرفة بمجلس الشورى للقاءاتها، وحصلت على مسودة الباب الخامس حول الأجهزة الرقابية والهيئات المستقلة.
وأوضحت عبر حسابها الشخصي، أن غاية تلك المجموعة الاستشارية من صياغة اقتراحاتها كفريق تيسير توصيل وجهة نظرها للجمعية التأسيسية بما يمزج خلفيات وتخصصات تلك الشخصيات.

## نشاطتها الأخرى
حراك رؤوف السياسي، لم يبدأ بعد الثورة، فقد كانت عضوا مؤسسا لحركة «حماية» التي تهدف إلى حماية الناخب من خداع نائبه في البرلمان، ودشنت عام 2005 وقبيل الانتخابات الرئاسية بالبلاد حملة «سجين» لإطلاق سراح المعتقلين بمصر.
لكن هذه الحملات لم تصمد كثيرا كما لم تأت بنتائج حيث استمر اعتقال آلاف الإسلاميين منذ التسعينيات بموجب قانون الطوارئ وإن بدأت السلطات في الإفراج عن بعضهم بموجب مراجعات فكرية قام بها قادتهم أثناء اعتقالهم.
من اراء الدكتورة التي تحدثت عنها في كتابها الخيال السياسي للإسلاميين ان لا يكفي نقد الدولة الحديثة "بل علينا واجب الاجتهاد في كيفية “الانتقال” إلى السلطة والإرادة السياسية التي نريد، من دون دفع ثمن سقوط أنقاض هذه الدولة فوق رؤوس الناس." كما افادت انه «خيار صعب يستلزم بناء إجماع وطني وتيار رئيس وعقد اجتماعي مغاير وخريطة قوى جديدة؛ لكن السياسة البراغماتية تفرض منطقها عادة لأن ما سبق يحتاج إلى صبر طويل وحسن إدارة»
وبعد مقتل عشرات اللاجئين السودانيين على يد قوات الأمن المصري نهاية عام 2005، أجاز مفتي الديار المصرية التبرع للاجئين من الزكاة والصدقة (لغير المسلمين منهم) وهي الفتوي التي حرصت رؤوف علي نشرها حينها بكثافة، وقالت أنها «ترسي قاعدة في العمل الخيري الذي لا يقتصر على الفئات التقليدية المذكورين في نصوص القرآن، بتفسير ضيق لهم».
وتعد هبة رؤوف شريك في نشاطات عدة تقوم بها «الجمعية الشرعية» - وهي منظمة إنسانية إسلامية غير مسيسة.
كما امتلكت رؤوف، محاولات جادة لمناقشة القضايا السياسية ذات الصلة والنساء في العالم العربي من وجهة نظر إسلامية إصلاحية، والتي تختلف عن الرؤى الإسلامية التي تتعارض مع العصر الحديث.
ودائما ما رأت أن تأثير بعض العوامل السياسية على النساء في العالم العربي في حاجة إلى مراجعة، وأن الاهتمام بقضايا المرأة لا يأتي من دوافع ذاتية ومبادرات حقيقية من جانب الحكومات العربية أو أي حركة سياسية أوإسلامية، رغم ان قضايا المرأة مسار جدل منذ وقت مبكر 1990.
واهتمت أيضا بمناقشة الحقوق الاجتماعية للمرأة من وجهة النظر الغربية، العلمانية والنسوية، ودوافع بعض المؤسسات الدينية الرسمية، مثل الأزهر، وبعض الحركات السياسية الإسلامية، مثل الإخوان المسلمين، للتأكيد على الحقوق السياسية والاجتماعية للمرأة في ظل الشريعة، والمجتمعات الإسلامية.
وظلت المشكلة الرئيسية، في رأي الدكتورة رؤوف، في قضايا المرأة، لا علاقة لها بمجرد الاعتراف بحقوق المرأة، ولكن بتفعيل دورها في الحزب والحياة السياسية، والاجتماعية، ومن أهم مؤلفاتها «المرأة والعمل السياسي: رؤية إسلامية، 1995».
وتحرص على ترجمة الجديد من مقالات الكاتب البرازيلي باولو كويلو وتنشرها في«أخبار الأدب»، كما وراء استضافة كويلو قبل سنوات بالقاهرة، لكنها رفضت عرض روايته «إحدى عشر دقيقة» للبيع على هامش ندوة نظمت له، لأن الرواية تنقل رؤية المرأة لجسدها مقابل رؤية آخرين له، على لسان فتاة من أمريكا اللاتينية تأتي لسويسرا لتجد نفسها تعمل في الدعارة.
وفي الوقت نفسه، ترفض رؤوف انعزال المرأة أو ابتعادها عن العلم والعمل بسبب الحجاب أو فهم مغلوط للإسلام، وترى أن مفهوم قوامة الرجل لا تعني استبداده بإدارة شئون المنزل بل أن تكون هذه الرئاسة «بالشورى» معتبرة أن المرأة صالحة لهذا الدور لكن الرجل يبقى أصلح منها خاصة في المواقف الفاصلة.
وتحتفظ رؤوف بعلاقات جيدة مع القوي السياسية، وهي ضيف على ندوات ينظمها فصائل من اليسار المصري دوريا، كما انها في المقابل لا ترفض فكرة «الجهاد» معتبرة أن مفهومه قد تعرض للتجريم من قبل «قوى البطش العالمي».

## وصلات خارجية
- موقع الدكتورة هبة على الويب
- مدونة هبة رؤوف على موقع إسلام أون لاين
- مقالات الدكتورة هبة علي موقع صحيفة الوسط
- هبة رؤوف.. تقود ثورة شبابية في وسط إسلامي، Radio Netherlands worldwide 18 يونيو 2008
- مقالاتها في جريدة الدستور المصرية
- هبة رؤوف على الفسبوك هبة رؤوف عزت  على فيسبوك.
- د.هبة رؤوف.. مولد منظرة واحتفالية إنسان، إسلام أون لاين، 12 يونيو 2007